# Рююнянен, Янне
Янне Рююнянен (фин. Janne Ryynänen, род. 1 января 1988 года, Рованиеми) — финский двоеборец, чемпион мира.
В Кубке мира Рююнянен дебютировал в 2004 году, в январе 2007 года одержал единственную победу на этапе Кубка мира, в команде. Кроме победы имеет 2 попадания в тройку лучших на этапах Кубка мира, обе в личных соревнованиях. Лучшим достижением в итоговом зачёте Кубка мира для Рююнянена является 12-е место в сезоне 2008-09.
Принимал участие в Олимпиаде-2006 в Турине, где стал 37-м в спринте.
На Олимпиаде-2010 в Ванкувере стал 7-м в команде, кроме того занял 26-е место в соревнованиях с нормального трамплина + 10 км, и 12-е место в соревнованиях с большого трамплина + 10 км.
За свою карьеру участвовал в двух чемпионатах мира, выиграл золото в команде на чемпионате мира 2007 в японском Саппоро.